# Сан-Франсиско-дель-Оро (муниципалитет)
Сан-Франсиско-дель-Оро (исп. San Francisco del Oro) — муниципалитет в Мексике, штат Чиуауа с административным центром в одноимённом посёлке. Численность населения, по данным переписи 2010 года, составила 4753 человека.

## Общие сведения
Название San Francisco del Oro дано в честь покровителя Святого Франциска, а также в честь шахтёра Франсиска Молина, который добывал здесь золото, давшее вторую часть — Oro.
Площадь муниципалитета равна 480 км², что составляет 0,19 % от общей площади штата, а наивысшая точка — 2237 метра, расположена в поселении Асулес.
Он граничит с другими муниципалитетами штата Чиуауа: на севере с Уэхотитаном и Идальго-дель-Парралем, на востоке с Санта-Барбарой, на западе с Бальесой и Эль-Туле, а на юге с другим штатом Мексики — Дуранго.

## Учреждение и состав
Муниципалитет был образован в 1927 году, в его состав входит 37 населённых пунктов, самые крупные из которых:
| Код INEGI | Населённый пункт                                                                      | Численность населения (2005 год) | Численность населения (2010 год) |
| --------- | ------------------------------------------------------------------------------------- | -------------------------------- | -------------------------------- |
| 059       | Всего                                                                                 | 4838                             | 4753                             |
| 0001      | Сан-Франсиско-дель-Оро (исп. San Francisco del Oro) 26°51′33″ с. ш. 105°50′51″ з. д.  | 4208                             | 4249                             |
| 0002      | Бокилья-де-Сан-Хосе (исп. Boquilla de San José) 26°53′51″ с. ш. 105°54′17″ з. д.      | 131                              | 127                              |
| 0036      | Сан-Хосе-де-лос-Байлон (исп. San José de los Baylón) 26°54′38″ с. ш. 105°51′46″ з. д. | 95                               | 107                              |
| 0026      | Пасо-де-Молина (исп. Paso de Molina) 26°54′56″ с. ш. 105°50′20″ з. д.                 | 79                               | 59                               |
| 0007      | Ла-Касита (исп. La Casita) 26°53′16″ с. ш. 105°57′17″ з. д.                           | 32                               | 39                               |

## Экономика
По статистическим данным 2000 года, работоспособное население занято по секторам экономики в следующих пропорциях: сельское хозяйство, скотоводство и рыбная ловля — 10,7 %, промышленность и строительство — 39 %, сфера обслуживания и туризма — 45,4 %, прочее — 4,9 %.

## Инфраструктура
По статистическим данным 2010 года, инфраструктура развита следующим образом:
- электрификация: 98,4 %;
- водоснабжение: 96,6 %;
- водоотведение: 91,7 %.

## Фотографии

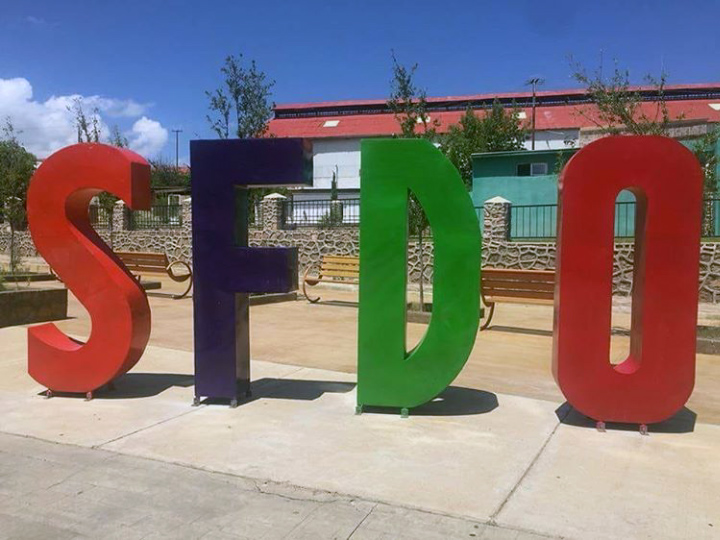
Стела с аббревиатурой названия
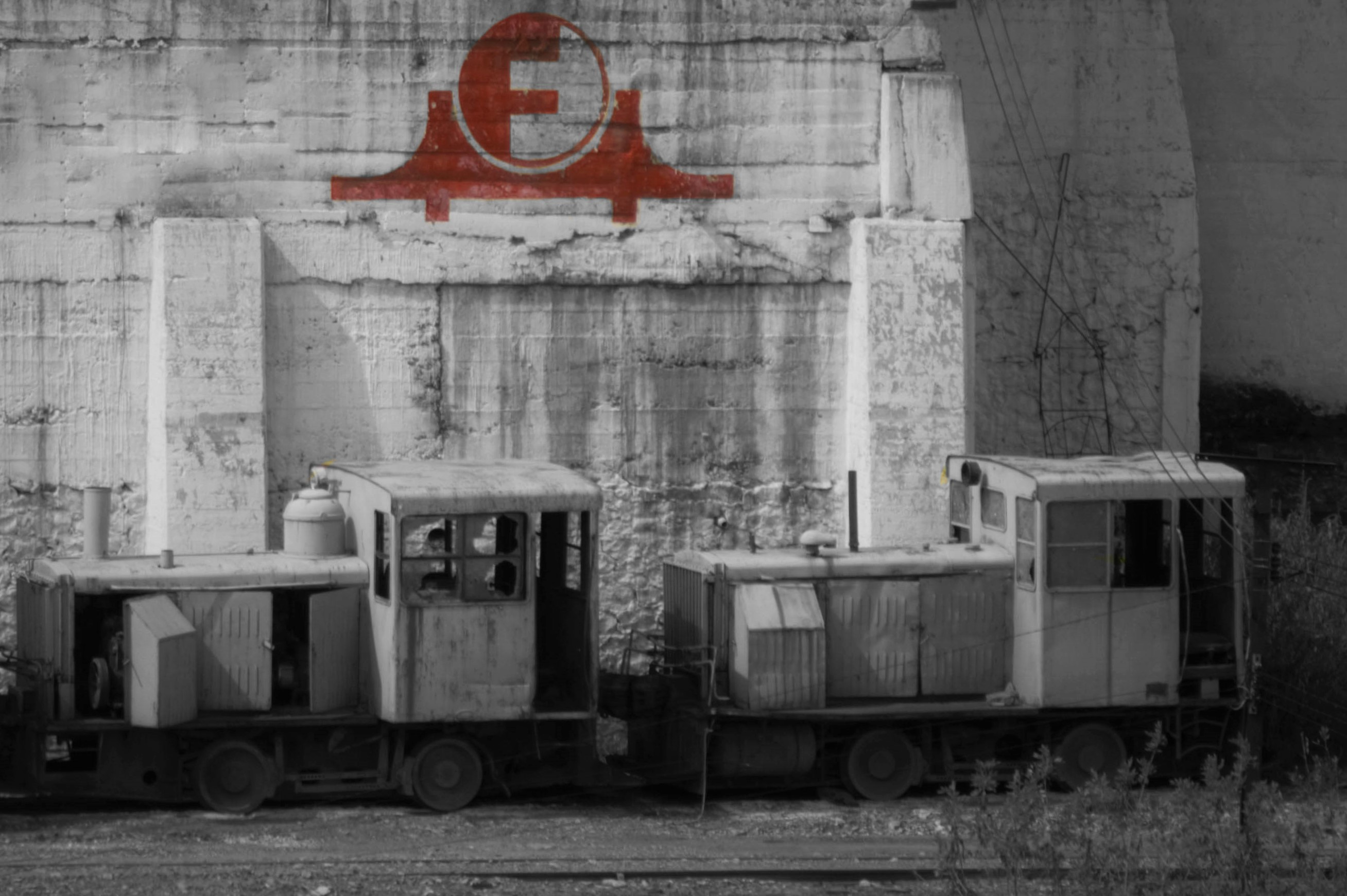
Заброшенные локомотивы на руднике